# St. Johannes der Täufer (Mielno)
Die St.-Johannes-der-Täufer-Kirche in Mielno (deutsch Mühlen) ist ein neugotischer Feldsteinbau aus der Mitte des 19. Jahrhunderts. Bis 1945 war sie Pfarrkirche für das evangelische Kirchspiel Mühlen in Ostpreußen und ist heute römisch-katholische Filialkirche der Pfarrei Stębark (Tannenberg) in der polnischen Woiwodschaft Ermland-Masuren.

## Geographische Lage
Mielno liegt am Mühlensee (polnisch Jezioro Mielno) im südlichen Westen der Woiwodschaft Ermland-Masuren. Durch den Ort verläuft die Woiwodschaftsstraße 537 von Lubawa (Löbau in Westpreußen) nach Pawłowo (Paulsgut) und bis zur Anschlussstelle „Grunwald“ der Schnellstraße S 7 (E 77). Eine Bahnanbindung besteht nicht.
Die Kirche steht auf der Nordseite der Straße nach Tymawa (Thymau).

## Kirchengebäude
In Mühlen gab es schon vor 1410 eine Ordenskirche. Sie musste 1817 wegen Baufälligkeit abgerissen werden, hatten doch französische Soldaten 1807 die kleine Kirche als Kaserne benutzt und dabei die Einrichtung demoliert. Der Initiative des Gutsbesitzers und Kirchenpatrons Friedrich August von Wernitz war es zu verdanken, dass 1862 mit dem Bau einer neuen Kirche begonnen wurde.
In dreijähriger Bauzeit entstand die heute noch vorhandene Kirche. Am 6. November 1864 wurde sie feierlich eingeweiht. Errichtet wurde sie in neugotischem Stil als Rechteck aus Feldsteinen und ohne Turm errichtet.
Der Kircheninnenraum mit seinen umlaufenden Emporen ist mit einem Tonnengewölbe aus Holz überdeckt. Das Altarbild zeigt den „Segnenden Christus“. 1864 erhielt die Kirche auch eine Orgel. Die zwei Glocken hängen in einem Glockenstuhl neben der Kirche.
1842 hatte König Friedrich Wilhelm IV. auf der Rückreise von Russland das Schlachtfeld von Tannenberg (1410) besucht. Der Mühlener Gutsbesitzer von Wernitz wollte ihm zur Erinnerung einen Helm überreichen, der noch von dem Schlachtfeld stammte und in der einstigen Mühlener Kirche aufbewahrt worden war. Der König jedoch winkte ab und wünschte sich vielmehr, dass dieser Helm in der neu zu erbauenden Kirche einen Platz bekäme. Tatsächlich befestigte man den Helm an einem Pfeifer der neuen Kirche über einer Widmungstafel, die über diese Geschichte informierte. Übrigens: Das Grabmal für den Gutsbesitzer von Wernitz ist auf dem Kirchhof noch erhalten.
Bis 1945 war die Kirche ein evangelisches Gotteshaus. Nach 1945 reklamierten es die hier zahlreich zuziehenden polnischen Neubürger – mehrheitlich römisch-katholischer Konfession – für sich. Sie wurde Johannes dem Täufer gewidmet und ist heute eine Filialkirche der Pfarrei Stębark (Tannenberg).

## Kirchengemeinde
Die Kirchengründung in Mühlen erfolgte bereits in vorreformatorischer Zeit. Mit der Reformation übernahm sie das evangelische Bekenntnis.

### Evangelisch

#### Kirchengeschichte
Die Kirchengemeinde in Mühlen gehörte einst zur Inspektion Saalfeld (polnisch Zalewo). Im 19. Jahrhundert kam sie zum Kirchenkreis Osterode in Ostpreußen (polnisch Ostróda) und bildete mit der Kirchengemeinde Tannenberg (polnisch Stębark) eine „Vereinigte Kirchengemeinde“, wobei der Pfarrsitz in Mühlen blieb. 1925 gehörten zum Kirchspiel Mühlen 1800 Gemeindeglieder – von 3926 Gemeindegliedern des Gesamtsprengels. Mühlen war zuletzt in den Superintendenturbezirk Hohenstein (Olsztynek) im Kirchenkreis Osterode eingegliedert, der zur Kirchenprovinz Ostpreußen der Kirche der Altpreußischen Union gehörte.
Aufgrund von Flucht und Vertreibung der einheimischen und fast ausnahmslos evangelischen Bevölkerung kam nach 1945 das Leben der Kirchengemeinde Mühlen zum Erliegen. Heute in dieser Region lebende evangelische Kirchenglieder gehören zur Kirche in Olsztynek (Hohenstein), einer Filialkirche der Pfarrei Olsztyn (Allenstein) in der Diözese Masuren der Evangelisch-Augsburgischen Kirche in Polen.

#### Kirchspielorte
Zum Kirchspiel Mühlen der vereinigten Kirchengemeinden Mühlen-Tannenberg gehörten bis 1945:
| Deutscher Name               | Polnischer Name |  | Deutscher Name             | Polnischer Name     |
| ---------------------------- | --------------- |  | -------------------------- | ------------------- |
| * Browienen 1938–1945 Froben | Browina         |  | * Mühlen                   | Mielno              |
| Eichberg                     | Dębowa Góra     |  | * Neudorf                  | Nowa Wieś Ostródzka |
| * Faulen                     | Ulnowo          |  | Nicponi 1938–1945 Buschhof |                     |
| Görschen                     | Gardejki        |  | Ohmen                      | Omin                |
| Grabniak 1938–1945 Ohmenhöh  | Grabniak        |  | * Seewalde                 | Zybułtowo           |
| Groß Lauben                  | Lubian          |  | Thurau                     | Turowo              |
| Kirchengut                   |                 |  | * Thymau                   | Tymawa              |
| Klein Lauben                 | Lubianek        |  | Wahlsdorf                  | Wola Wysoka         |
| Lindenberg bei Hohenstein    | Lipowa Góra     |  | Weißberg                   | Góry Lubiańskie     |

#### Pfarrer
An der Mühlener Kirche amtierten – mitzuständig für die Tannenberger Filialkirche – als evangelische Geistliche die Pfarrer:
- Andreas Cinoricius, 1575–1590
- Benedict Torander, ab 1591
- Peter Felden, 1628
- Valentin Thomae, 1638–1642
- Jacob Luthermann
- Christoph Dollega, 1704–1720
- Simon Gleiningen, 1722–1736
- Jacob Kaminski, 1736–1739
- Heinrich Horn, 1739–1751
- Georg Biehan, 1751–1755
- Johann Bratke, 1756–1760
- Friedrich Laser, 1761–1777
- Gottfried Elgnowski, 1778–1819
- Johann Ferdinand Biehan, 1821–1822
- [von Geierswalde mitversorgt, 1826–1845]
- August Wilhelm Ziegler, 1845–1869
- Franz Friedrich von Gizycki, 1870–1892
- Emil Hugo Louis Siedel, 1893–1918
- Heinrich Adolf Bachor, 1918–1935
- Ernst Lukas, 1935–1945

#### Kirchenbücher
Von den Kirchenbüchern der Kirchengemeinde Mühlen sind erhalten und werden im Evangelischen Zentralarchiv in Berlin-Kreuzberg aufbewahrt:
- Taufen: 1704 bis 1944
- Trauungen: 1705 bis 1944
- Begräbnisse: 1705 bis 1736 und 1765 bis 1944
- Konfirmationen: 1766 bis 1834.

### Römisch-katholisch
Vor 1945 waren die römisch-katholischen Einwohner in der Region Mühlen in die Kirche  Thurau (polnisch Turowo) eingepfarrt. Nach 1945 ging das bisher evangelische Gotteshaus in das Eigentum der römisch-katholischen Kirche über und wurde baulich den veränderten liturgischen Bräuchen angepasst. Als St.-Johannes-der-Täufer-Kirche ist sie jetzt Filialkirche der Pfarrei Stębark (Tannenberg) im Dekanat Grunwald innerhalb des Erzbistums Ermland.